# Halina Sutarzewicz
Halina Maria Sutarzewicz (ur. 13 września 1909 w Kaliszu, zm. 12 lipca 1991 tamże) – polska historyk literatury, publicystka, pedagog, działaczka społeczna.

## Życiorys
Była córką Tomasza i Gabrieli Eugenii z Nieżychowskich. W 1927 ukończyła Państwowe Żeńskie Gimnazjum im. Anny Jagiellonki w Kaliszu. W latach 1927–1932 studiowała filologię polską na Wydziale Filozoficznym Uniwersytetu Poznańskiego. W latach 1932–1939 była nauczycielem języka polskiego w gimnazjach i liceach w Kaliszu, Turku i Lesznie. Latem 1939 powróciła do Kalisza i tam przeżyła czas okupacji niemieckiej, nauczając na tajnych kompletach. 
W 1945 rozpoczęła pracę w Prywatnym Koedukacyjnym Gimnazjum i Liceum Handlowym Zgromadzenia Kupców m. Kalisza. W latach 1960–1969 była wykładowcą historii literatury polskiej i powszechnej w Studium Nauczycielskim im. Marii Konopnickiej w Kaliszu, gdzie współpracowała m.in. z Edwardem Polanowskim, wykładowcą studium w latach 1960–1972.
Była autorką hasła „Kalisz” w przewodniku encyklopedycznym Literatura polska (1984) oraz wielu publikacji dotyczących twórczości i biografii pisarzy związanych z Kaliszem (Adam Asnyk, Maria Konopnicka, Maria Dąbrowska i in.). Założycielka kaliskiego koła Towarzystwa im. Marii Konopnickiej, współorganizatorka sesji naukowych poświęconych Marii Konopnickiej i Marii Dąbrowskiej. Wielokrotnie nagradzana i odznaczana, w tym Odznaką Honorową Miasta Kalisza. 
W 1998 z inicjatywy Koła Absolwentów Szkół Ekonomicznych w Kaliszu została wydana monografia Halina Maria Sutarzewicz : pisma rozproszone. W 2000 w Kaliszu założono Stowarzyszenie im. Haliny Sutarzewicz, którego członkowie kontynuują jej prace badawcze i popularyzatorskie.

## Wykaz publikacji Haliny Sutarzewicz
- Asnyk znany i mniej znany,"Ziemia Kaliska" 1958, nr 7, s. 2-3; nr 8 s. 6-7 i 12;
- Pomyślmy nad tym, "Ziemia Kaliska" 1959, nr 9, s.6;
- O Marii Konopnickiej i kaliskich tablicach pamiątkowych,"Ziemia Kaliska" 1960, nr 11, s. 4;
- Kalisz w życiu i twórczości Marii Konopnickiej,W: Komitet Obchodów 50-lecia śmierci M. Konopnickiej. Sesja naukowa poświęcona twórczości M. Konopnickiej, Łańcut 16-17. IX. 1960 r., [W-wa] 1960, [powiel.], s. 36;
- Czy Konopnicka jest pisarką kaqliską,"Ziemia Kaliska" 1961, nr 17, s. 5 i 6, nr 18, s. 3 i 7;
- Z Suwałk do Kalisza,W:Śladami życia i twórczości Marii konopnickiej, Warszawa, LSW 1963 [2 wyd. 1966], s. 46-48;
- O Konopnickiej, Kaliszu i "Kaliszaninie","Ziemia Kaliska" 1964, nr 24, s.6;
- O krasnoludkach, sierotce Marysi i gąsce Brygidce,"Płomyczek" 1966, nr 10, s. 294-295, [recenzja z kaliskiego przedstawienia baśni Konopnickiej w teatrze im. Wojciecha Bogusławskiego w Kaliszu];
- Nieznane fakty związane z pobytem Marii Dąbrowskiej w Kaliszu,"Rocznik Kaliski" 1974, t. VII, s.178-187;
- Kalisz w oczach Asnyka i Konopnickiej,Rocznik Kaliski" 1975, t. VIII, s. 209-225;
- Konopnicka, Dąbrowska i Polonia Amerykańska,"Południowa Wielkopolska" 1977, nr 7, s. 3;
- Asnyk, Konopnicka i Dąbrowska w Kaliszu.Warszawa, SiT 1977;
- Piśmiennictwo [w Kaliszu w wiekach XVI-XVIII].W: Dzieje Kalisza. Praca zbiorowa pod red. Władysława Rusińskiego. Poznań, Wydawnictwo Poznańskie 1977, s. 257-269;
- Kalisz literacki [w latach 1880-1914].W: Dzieje Kalisza.Praca zbiorowa pod red. Władysława Rusińskiego. Poznań, Wydawnictwo Poznańskie 1977, s. 480-491;
- Literatura [w latach 1919-39 i 1945-75].W: Dzieje Kalisza. Praca zbiorowa pod red. Władysława Rusińskiego. Poznań, Wydawnictwo Poznańskie 1977, s. 816-818;
- "Kaliszanin" 20 lat poszukiwany,"Południowa Wielkopolska" 1979, nr 3, s. 5
- Kaliskie wspomnienia o Natalii,"Ziemia Kaliska" 1980, nr 32, s. 5;
- Dąbrowska-Konopnicka, rozważania rocznicowe,"Południowa Wielkopolska" 1980, nr 9, s. 4;
- Sierpień 1914 [wiersz],"Południowa Wielkopolska" 1982, nr 4, s. 2;
- O Karczewskiej, Kaliszu i życiu uczciwym."Ziemia Kaliska" 1982, nr. 18, s. 9;
- Spróbujmy jeszcze coś ustalić (1): Kaliszanin z wyboru,"Południowa Wielkopolska" 1982, nr 2, s. 5;
- Spróbujmy... (2): Kaliskie widokówki,"Południowa Wielkopolska" 1982, nrn 3, s. 6;
- Spróbujmy... (3): Postacie literackie o kaliskim rodowodzie,"Południowa Wielkopolska" 1982, nr 4, s. 4;
- Spróbujmy... (4): Oświadczam, że piszę...,"Południowa Wielkopolska" 1982, nr 5, s. 6;
- Szykuj-że mi tam gospodę i dom cichy między swemi, przewodnik po Izbie Muzealnej Marii Konopnickiej w Kaliszu, Kalisz, Federacja Towarzystw Kulturalnych Ziemi Kaliskiej i Towarzystwo im. M. Konopnickiej, Koło Terenowe w Kaliszu, 1982, s.s.16;
- Śladami Marii Dabrowskiej (1): Wspomnienia, powroty, materii życia przetwarzanie,"Południowa Wielkopolska" 1983, nr 2, s. 4; (2) nr 3, s. 2-3; (3) nr 4, s. 4; (4) nr 5, s. 4; (5) nr 6, s. 4; (6) nr 7, s. 4;
- Włodzimierz Pietrzak - jeden czy dwu?,"Południowa Wielkopolska" 1983, nr 5, s. 2;
- Kalisz w literaturze.Kalisz, Towarzystwo Miłośników Kalisza i Towarzystwo Przyjaciół Książki 1984, s.s. 25;
- Kalisz [hasło].W: Literatura Polska. Przewodnik encyklopedyczny, Warszawa, PWN, 1984, s. 410-412.

Wykaz publikacji sporządzono z wykorzystaniem bibliografii zamieszczonej w książce Halina Maria Sutarzewicz. Pisma rozproszone, Kalisz 1998.